# Agalmyla ovata
Agalmyla ovata là một loài thực vật có hoa trong họ Tai voi. Loài này được (B.L.Burtt) Hilliard & B.L.Burtt mô tả khoa học đầu tiên năm 2002.